# Стасов Василь Петрович
Стасов Василь Петрович — російський архітектор.

## Життєпис
Народився в небагатій дворянській родині: батько, Петро Федорович Стасов, служив в вотчинній канцелярії — підканцеляристом (помічником писаря), мати, Анна Антипівна, походила з роду Приклонських. Мали родове село Соколово, під Серпуховом.
До 1783 року навчався в гімназії при Московському університеті; у 1783 році помер батько, а незабаром і старший брат, який служив у морському флоті. 14 лютого 1783 року Василь Стасов вступив на службу до Експедиції архітектурних справ, керовану С. А. Каріним — на посаду «архітектора капрала» (кресляра); 1790 року він вже помічник архітектора. У 1794 році кілька місяців відбував військову повинність у Преображенському полку в Санкт-Петербурзі. У січні 1795 року вступив на службу до Департаменту герольдії. З 1797 року В. П. Стасов почав службу колезьким секретарем у Головній соляній конторі.
14 травня 1797 року обер-поліцмейстер Москви П. Н. Каверін доручив Стасову складання проектів готелів на в'їздах до Білого міста — рівно через рік вони були затверджені Павлом I. У цей же час Н. П. Хлебников запросив Стасова для створення комплексу будівель в його Рязанської садибі. І. Е. Грабар вказував ще на деякі роботи Стасова в цей період; у 1801 році Стасов брав участь в оформленні народних свят у Сокольниках при коронації імператора Олександра I.
У 1802—1807 роках він відвідав Францію, Італію, Австрію та Польщу.
У 1808 році, 26 квітня, В. П. Стасов отримав диплом римської Академії живопису, скульптури і архітектури Святого Луки. З 2 жовтня 1808 року Стасов — архітектор імператорського Кабінету. За конкурсний проект пам'ятника над могилою загиблих у Полтавській битві Стасов 1 вересня 1811 року був обраний академіком Петербурзької академії мистецтв.
Входив до складу Комітету будівель і гідравлічних робіт у російській столиці.
У 1810-х рр. в Грузиному їм була побудована дзвіниця.
У 1815 році в пам'ять участі саратовских ополченців і перемозі російського народу у Вітчизняній війні 1812 рік, за проектом Стасова, був побудований Олександро-Невський собор в Саратові.
У 1816 році на замовлення поміщиці Ганни Петрівни Хлебниковой-Полторацькою за його проектом збудовано церкву Різдва Христового в с. Істье Старожіловского району нинішньої Рязанської області.
У Санкт-Петербурзі Стасовим були побудовані комплекс будівель Академії наук на Василівському острові, Ямський ринок на Роз'їжджій вулиці (1817—1819), Павловські казарми на Марсовому полі (1817—1821), Спасо-Преображенський собор (1827—1829), Троїце-Ізмайловський собор (1828—1835), Нарвську тріумфальну браму (1827—1834) і Московську тріумфальну браму (1834—1838). Будівлі Стасова відрізняються показністю, урочистістю архітектурних форм. Розвиваючи ідеї російського ампіру, Стасов часто звертався до строгим формам доричного ордера.
У Царському Селі В. Стасов оформив ряд інтер'єрів Катерининського і Олександрівського палаців, займався перебудовою Китайського села (1817—1822). За його проектом були побудовані ворота «люб'язним моїм товаришам по службі» (1817), Манеж, Конюший корпус, Велика оранжерея.
За проектами Стасова зведено Провіантські склади в Москві (1821—1835), зроблена перебудова резиденції вільнюського генерал-губернатора (1824—1832, нині резиденція президента Литви). У 1836—1841 Стасов спроєктував Троїцький собор у Гельмязові (Полтавської губернії, нині Золотоніський район Черкаської області).
Стасов — перший за часом майстер російського стилю, попередник Костянтина Тона. Його храм Олександра Невського в російській колонії Олександрівка в Потсдамі (1826) — перша зі збережених пам'яток російського стилю. Подібна за стилем Десятинна церква в Києві була знищена в радянський період.
Стасов — батько відомого мистецтвознавця В. В. Стасова.
Василь Петрович Стасов помер в 1848 році в Петербурзі й був похований в Олександро-Невській лаврі.